# Batalla de Verneuil
La batalla de Verneueil tuvo lugar en agosto de 1424 durante la guerra de los Cien Años en las cercanías de Verneuil (Normandía).
En 1420 los ingleses proclaman a Enrique VI, rey de Francia. Carlos VII de Francia también es rey y se dispone a reconquistar su país con un ejército formado por numerosos elementos extranjeros como son los escoceses al mando de Juan Estuardo. El ejército francés consiguió penetrar en Normandía y tomar la población de Verneuil, pero el duque de Bedford acudió con un fuerte ejército para reconquistarla.

## La batalla
Los hombres de armas franceses se trabaron en combate con el centro inglés mientras que los arqueros ingleses dispersaban a la poderosa caballería pesada francesa, que había hecho un rodeo y trataba de atacar la retaguardia inglesa. Una vez dispersados y puestos en fuga los caballeros franceses, los arqueros ingleses atacaron a la infantería francesa. Esta intervención fue determinante para la victoria inglesa. Los soldados franceses, extenuados tras una infructuosa lucha, no pudieron replegarse y fueron acosados durante el resto de la jornada por los arqueros ingleses.
Por fin rompieron filas y se dispersaron. La derrota francesa fue horrible. Al menos 5000 muertos y grandes pérdidas como Juan Estuardo o el Duque de Alençon (que resultó hecho prisionero. Fue otra batalla más donde los arqueros de tiro largo ingleses eran muy eficaces contra la caballería pesada francesa, y que esta perdía su efectividad una vez desmontada y unida a las tropas de infantes. Fue asimismo una dura derrota para Carlos VII, que veía menguada su hacienda tras está batalla, sin posibilidad de rehacer un gran ejército. Los mercenarios (especialmente los escoceses y lombardos) franceses también sufrieron graves pérdidas que los hicieron retornar al hogar.